# Рогожаны

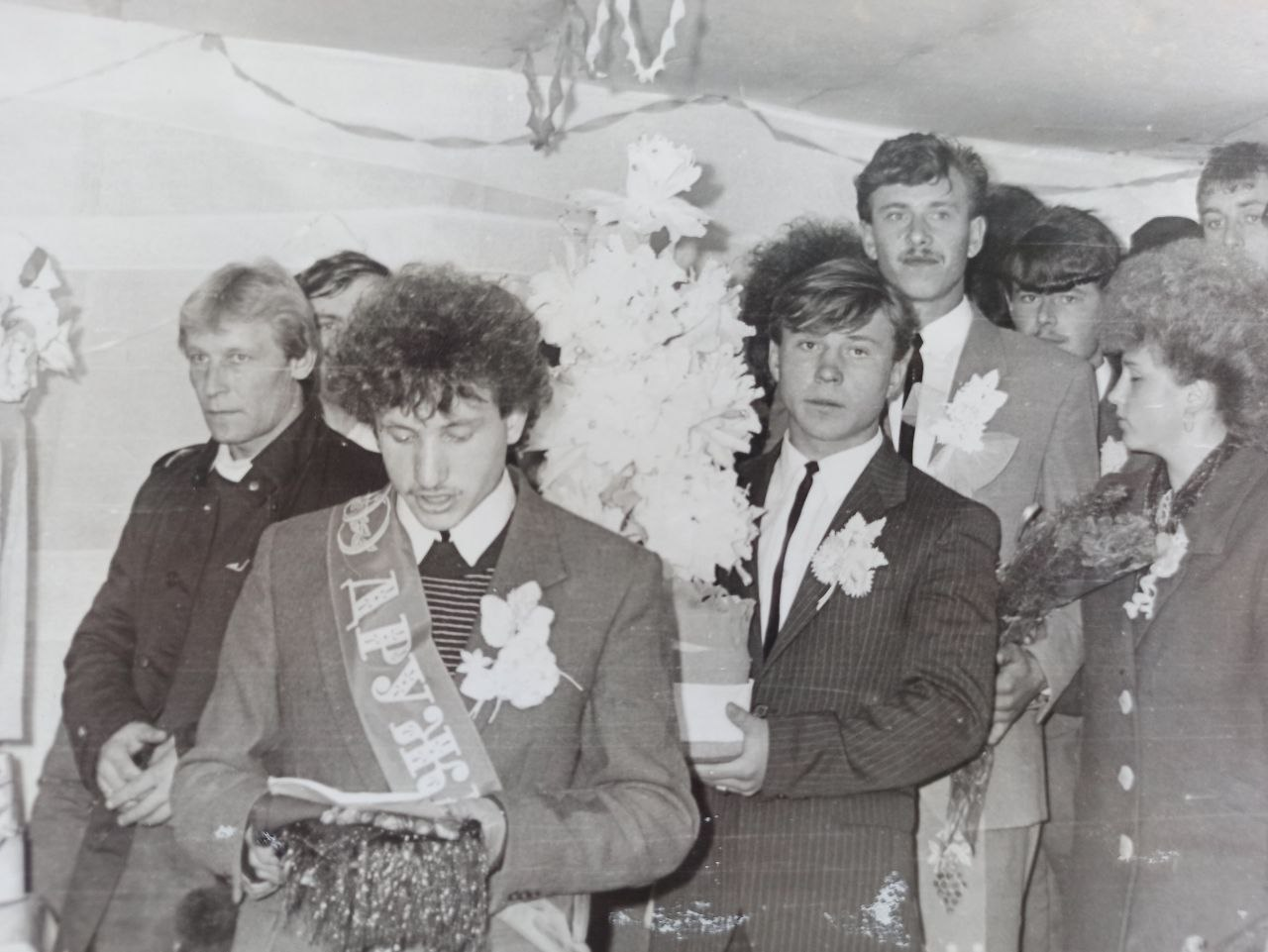
Свадебный обряд «Чтение короны» Василий Федорчук читает корону. с. Рогожаны

Рогожаны (укр. Рогожани) — село в Устилугской городской общине Владимирского района Волынской области Украины.
Население по переписи 2001 года составляет 398 человек. Почтовый индекс — 44733. Телефонный код — 3342. Занимает площадь 0,18 км².